# Gabriele VII di Alessandria
Papa Gabriele VII o Anda Gabriel VII o Gabriele Monschari (in arabo egiziano غبريال السابع; Manfalut, ... – Egitto, 1570) è stato un vescovo cristiano orientale egiziano, 95º papa copto ortodosso di Alessandria e il patriarca della Sede di san Marco.
Nacque nella zona intorno al monastero di El-Mouharraq e in giovane età divenne monaco nel monastero di San Macario il Grande. Conosciuto per la sua buona condotta e grande santità, fu ordinato patriarca nel 1525 in seguito alla morte di Papa Giovanni XIII. Il patriarcato di Gabriele fu testimone dei primi anni del dominio ottomano in Egitto.
Gabriele fu patriarca per oltre 40 anni. Alcuni dei suoi successi importanti furono il rinnovamento dei monasteri di Sant'Antonio e di San Paolo eremita, nel deserto orientale, e il monastero di El-Mouharraq nell'Alto Egitto.
Papa Pio IV inviò da lui il vescovo Ambrogio e il gesuita Cristoforo Roderico per convincerlo a tornare in comunione con la Chiesa di Roma, come avrebbe fatto sperare con due sue lettere, ma il patriarca rese vano questo tentativo.
Alcune autorità gli chiesero di approvare cose contro gli interessi della sua comunità. Il papa scelse di lasciare il trono e si ritirò nel monastero di Sant'Antonio. Papa Gabriele morì nel 1570 a seguito di una breve malattia.